# Wintrebertina
Wintrebertina is een geslacht van rechtvleugeligen uit de familie Euschmidtiidae. De wetenschappelijke naam van dit geslacht is voor het eerst geldig gepubliceerd in 1971 door Descamps.

## Soorten
Het geslacht Wintrebertina  is monotypisch en omvat slechts de volgende soort:
- Wintrebertina ankarafantsika (Descamps, 1971)